# Воровского (Краснодарский край)
Воровского — хутор в Кущёвском районе Краснодарского края. Входит в состав Кущёвского сельского поселения.

## География
Расположен в северной части Приазово-Кубанской равнины, примерно в 11 км к северу от станицы Кущёвская. Есть железнодорожная станция Конелово линии «Тихорецкая — Батайск». Ближайшие населённые пункты — хутора Большая Лопатина и Лопатина. Рядом с хутором находится овраг балка Воровская. В 5 км восточнее хутора проходит автодорога М4 «Дон».
На хуторе одна улица — ул. Путевая.

## Население
| 2002 | 2010 |
| ---- | ---- |
| 229  | ↘173 |